# N-122
La N-122 es una carretera nacional española que comunica Aragón con Castilla y León y Portugal a través del Valle del Duero. Atraviesa las ciudades de Soria, Valladolid y Zamora.

## Recorrido
Inicia su recorrido en Zaragoza, compartiendo trazado con la N-232 que comunica Zaragoza con Logroño, y en el término municipal de Gallur (Zaragoza) se separa de la N-232 y se dirige hacia el oeste enlazando con la AP-68, atraviesa las poblaciones de Magallón, Borja, Maleján, Bulbuente y Tarazona. 
A continuación se adentra en Castilla y León concretamente en la provincia de Soria.  Enlaza con la N-113 que se dirige hacia Pamplona, y a continuación atraviesa el casco urbano de Ágreda. Posteriormente cruza las poblaciones de Matalebreras, Villar del Campo, Aldealpozo, Fuensaúco y Soria. La N-122 circunvala la ciudad de Soria dirigiéndose hacia el sudoeste atravesando las poblaciones de Golmayo, Carbonera de Frentes, Villaciervos, Valdealvillo, Torralba del Burgo, se convierte en A-11 en el tramo de la variante de El Burgo de Osma continuando por dentro del pueblo la carretera antigua N-122, más tarde pasa por las variantes sin desdoblar de San Esteban de Gormaz, Velilla de San Esteban y Langa de Duero. 
A continuación entra en la provincia de Burgos, junto al río Duero, atravesando las poblaciones de Fresnillo de las Dueñas, Aranda de Duero donde enlaza con la N-1, Castrillo de la Vega, la variante sin desdoblar de Fuentecén y Nava de Roa.
Prosigue entrando en la provincia de Valladolid atravesando las poblaciones de Peñafiel, por las variantes sin desdoblar de Padilla de Duero, Quintanilla de Arriba y Quintanilla de Onésimo, posteriormente por Sardón de Duero, hasta que a la altura de Tudela de Duero comienza la A-11-VA-11 y Valladolid donde continúa por la VA-30. En Valladolid enlaza con las carreteras A-62 (antigua N-620) que une Burgos con Portugal y la N-601-A-60 que comunica León y Madrid.
A las afueras de Valladolid, esta nacional alberga el punto negro con más siniestralidad en una rotonda.
Desde Valladolid hasta Tordesillas coincide con la antigua carretera N-620 actualmente desdoblada y convertida en la autovía A-62. Desde Tordesillas hasta Portugal tiene la denominación europea E-82. La N-122 en el tramo desde Tordesillas hasta Zamora ha sido convertida en la autovía del Duero (E-82/A-11), aunque se ha dejado como carretera paralela a la misma autovía para acceder a las poblaciones. Entra en la provincia de Zamora paralela a la autovía del Duero atravesando las poblaciones de Morales de Toro, Toro, Monte la Reina, Fresno de la Ribera y llega a la ciudad de Zamora donde enlaza con la carretera N-630 y la A-66 (autovía Ruta de la Plata).
La E-82/N-122 continúa en dirección noroeste atravesando las poblaciones de Ricobayo, Fonfría, Fornillos de Aliste, Ceadea, Alcañices y Trabazos finalizando su recorrido en la frontera con Portugal, por donde continúa la carretera con la denominación de E-82/A4/IP4.

## Poblaciones de paso de la N-122 original
| - Gallur - Magallón - Borja - Maleján - Bulbuente - Tarazona - Torrellas - Ágreda - Matalebreras - Villar del Campo - Aldealpozo - Fuensaúco - Soria - Golmayo | - Carbonera de Frentes - Villaciervos - Valdealvillo - Torralba del Burgo - El Burgo de Osma - San Esteban de Gormaz - Velilla de San Esteban - Langa de Duero - Zuzones - La Vid - Fresnillo de las Dueñas - Aranda de Duero - Castrillo de la Vega - Fuentecén - Nava de Roa | - Peñafiel - Padilla de Duero - Quintanilla de Arriba - Quintanilla de Onésimo - Sardón de Duero - Tudela de Duero - La Cistérniga - Valladolid - Simancas - Tordesillas - Villaester de Arriba - Villaester de Abajo - Morales de Toro - Toro | - Monte la Reina - Fresno de la Ribera - Zamora - Muelas del Pan - Ricobayo - Fonfría - Fornillos de Aliste - Alcañices - Sejas de Aliste - Trabazos - San Martín del Pedroso |